# Barquillo
Il barquillo (pl. barquillos)  è una cialda arrotolata a mo' di cilindro o cono a base di farina, zucchero, albumi e burro tradizionale della Spagna.

## Etimologia e storia
La parola in lingua spagnola barquillo, ovvero "barchetta", è un riferimento alla forma dello stampo in cui viene cotto il dolce, che ricorderebbe una piccola imbarcazione. I barquillo sono per tradizione cucinati durante le festività natalizie, e vengono tutt'oggi venduti da alcuni mercanti conosciuti come barquillero, che trasportano le cialde dentro un particolare cilindro con l'estremità che ricorda una roulette (ruleta de barquillero). Durante il periodo coloniale, i barquillo si diffusero in America Latina e nelle Filippine. Oggi, i barquillo vengono preparati a Madrid in occasione della festività di Isidoro l'Agricoltore e sono diffusi in molti paesi dell'Asia orientale e in Sud America, ove vengono riempiti con dulce de leche, cioccolato, o altri alimenti dolci.

## Alimenti simili

### Asia

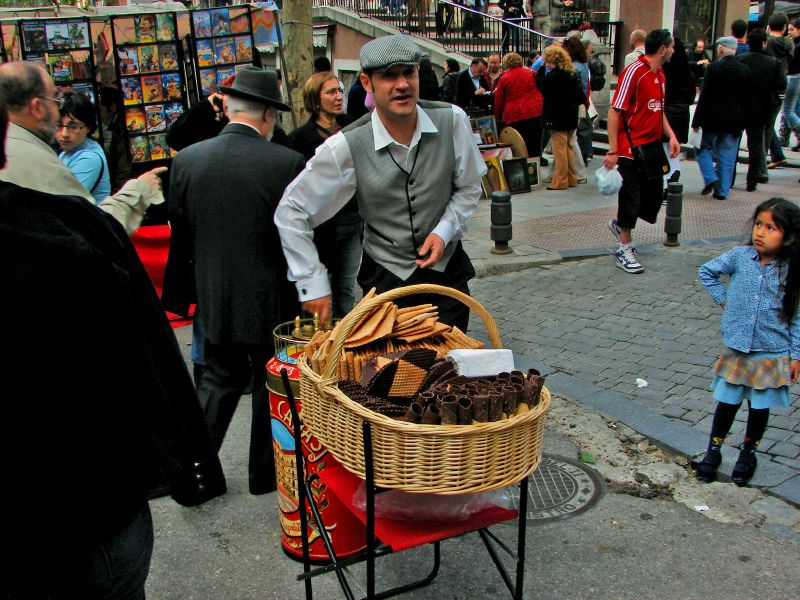
Un barquillero

Nelle Filippine, i barquillo non hanno le decorazioni a griglia invece presenti su quelli spagnoli e sono più sottili. Nell'Isola vengono anche prodotti i barquiron (o barqueron), ovvero dei barquillo ripieni di vari ingredienti fra cui polvorón, arachidi tritate, anacardi e kenari. A Hong Kong vengono prodotti dei dolci simili di farina di frumento, burro, uova, zucchero e aroma di vaniglia.

### Europa
In Europa esistono molte ricette simili ai barquillo spagnoli. Fra queste si possono citare il parizske pecivo nei Paesi che un tempo facevano parte della Cecoslovacchia, le pirouette francesi, il krumkake e i goro norvegesi, i waffle della Polonia e le pizzelle italiane.